# Eulália Duarte
Eulália Duarte (, ) é uma fadista portuguesa. Foi também proprietária em Moçambique de casas de fado como a "Tertúlia" e o "Solar da Madragoa".